# アルフォンソ・デ・アラゴン・イ・エスコバル

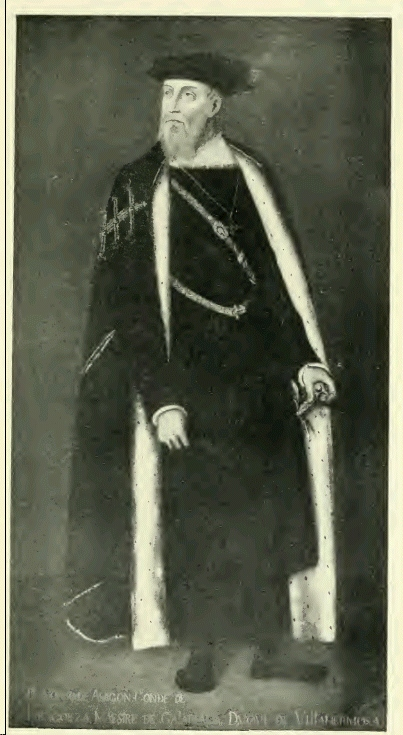
アロンソ・デ・アラゴンの肖像

アルフォンソ（アロンソ）・デ・アラゴン・イ・エスコバル（Alfonso(Alonso) de Aragón y Escobar, 1417年 オルメード  - 1485年 リナーレス）は、スペイン・アラゴン王国の貴族。初代ビヤエルモサ公爵、リバゴルサおよびコルテス伯爵、カラトラバ騎士団総長。アラゴン王フアン2世の非嫡出子。

## 生涯
フアン2世王が19歳の時、最初の結婚の前にアルフォンソ・ロドリゲス・デ・エスコバルの娘レオノール・デ・エスコバルとの間にもうけた庶長子である。ビアナ公カルロスとアラゴン王フェルナンド2世はそれぞれ正妃腹の異母弟にあたる。1443年カラトラバ騎士団総長に選任されたが、1445年ペドロ・ヒロンに交代している。父王により、1469年リバゴルサ伯爵に、1475年ビヤエルモサ公爵に叙せられた。
第二次カスティーリャ継承戦争に参加し、カタルーニャ人勢力のアンポスタの城塞を陥落させて名声を得た。ブルゴス包囲戦でも熟練の攻城工兵部隊を率いて活躍した。1485年、マラガ近郊ピサーラから帰還して間もなくリナーレスで没した。
ロサス城代モセン・グレゴリオ・デ・フンケルスの娘マリア・フンケルスと関係し、間に2人の非嫡出子をもうけた。
- フアン・デ・アラゴン（英語版）（1457年 - 1528年） - 第2代リバゴルサ伯爵、初代ルナ公爵（英語版）
  - アルフォンソ・デ・グレア・イ・アラゴン（スペイン語版）（1487年 - 1550年） - 第3代リバゴルサ伯爵、第2代ルナ公爵
    - マルティン・デ・グレア・イ・アラゴン（英語版）（1525年 - 1581年） - 第4代リバゴルサ伯爵、第4代ビヤエルモサ公爵
- レオノール・デ・アラゴン（生没年不詳） - 初代アルバイダ伯爵（スペイン語版）ハイメ・デ・ミラ・イ・ボルハ（ルイス・フアン・デ・ミラ枢機卿の庶子）と結婚
  - マリア・デ・ミラ・イ・アラゴン（生没年不詳） - 1506年スクイッラーチェ公ホフレ・ボルジアと結婚

1477年、ポルトガル王ペドロ1世の孫の1人エサ卿フェルナンドの外孫にあたるレオノール・デ・ソトマヨール・イ・ポルトガルと結婚し、間に3人の嫡出子をもうけた。
- フェルナンド・デ・アラゴン・イ・ソトマヨール（1478年 - 1481年）
- アルフォンソ・デ・アラゴン・イ・ソトマヨール（1479年 - 1513年） - 第2代ビヤエルモサ公爵
- マリア・デ・アラゴン・イ・ソトマヨール（1485年 - 1513年） - 1506年、サレルノ公ローベルト2世・サンセヴェリーノ（イタリア語版）と結婚、1510年ピオンビーノ卿ヤーコポ5世・アッピアーニ（英語版）と再婚
  - フェランテ・サンセヴェリーノ（英語版）（1507年 - 1568年） - サレルノ公、第3代ビヤエルモサ公爵

## 引用
1. ↑  Navarro Latorre 1982, p. 159.
2. ↑  Costa 2001, p. 275.
3. ↑  Carnicer, José Soler (January 1, 1985). Nuestras tierras. V. García. p. 112. ISBN 9788485094400
4. ↑  Menache 1987, p. 9.
5. ↑  Francisco José Morales Roca (1999) (Spanish). Prelados, abades mitrados, dignidades capitulares y caballeros de las Ordenes Militares habilitados por el brazo eclesiástico en las Cortes del Principado de Cataluña: dinastía de Trastamara y de Austria : siblos XV y XVI (1410–1599). Madrid: Ediciones Hidalguia. pp. 87, 90. ISBN 978-84-89851-15-3
6. 1 2  Giles Tremlett (9 February 2017). Isabella of Castile: Europe's First Great Queen. Bloomsbury Publishing. pp. 134–135. ISBN 978-1-4088-5396-2
7. ↑  Menache 1987, p. 11.
8. 1 2  Menache 1987, p. 12.
9. ↑  Menache 1987, p. 19.
10. ↑  Peggy K. Liss (10 November 2015). Isabel the Queen: Life and Times. University of Pennsylvania Press, Incorporated. pp. 110–111. ISBN 978-0-8122-9320-3
11. ↑  Menache 1987, p. 24.